# دساسة نمرة
دَسَّاسَة نَمِرَة أو دُفَّان أو غِنْجِيل أو سحلية دفانة (بالإنجليزية: Ocellated Skink)‏ (باللاتينية: Chalcides ocellatus).